# MetaGalaktika 10. (Kína – a kultúrák bölcsője)
A MetaGalaktika 10. (Kína – a kultúrák bölcsője) a Metropolis Media 2008-ban kiadott sci-fi antológiája.
A kötet 14 elbeszélést, novellát és egy regényrészletet tartalmaz a legelismertebb kínai íróktól, valamint néhány cikket, melyek bemutatják a Kínában rohamléptekkel fejlődő tudományt, technikát és gazdaságot.

## A kötetben szereplő írások
- Csao Jung-kuang: A virág
- Hszing Hö: Zarándoklat
- Csiang Jün-seng: Egy „száznapos reformer” története
- Németh Attila: Tudomány és fantasztikus Ázsia szívéből
- Csen Lang: Macska-egér játék
- Han Szung: Céltalan utazás
- Liu Ven-jan: Egy nap fogság
- Kovács T. Mihály: Egy lebecsült nagyhatalom
- Kun Peng: Egy vén csavargó emlékei
- Vu Jen: Az egéralátét
- Liu Csi-an: A bizonyíték
- Kovács T. Mihály: Kína az űrben
- Csen Vej-han: Alkonyodik, s egy ember sincs, aki verset tudna írni
- Jang Mej: Levendula
- Li Hszüe-vu: Álomtükör
- Kovács T. Mihály: A lappangó háború
- Csao Haj-hung: Vedlés
- Salát Gergely: A kínai szavak átírásáról
- Pan Haj-tien: Jen mester legendája
- Lao Sö: Macskaváros krónikája (részlet)